# Wayne Beach
Wayne Beach est un scénariste américain. Il est le scénariste de L'Art de la guerre et de Meurtre à la Maison-Blanche, deux films dont Wesley Snipes est la vedette.